# ورزشگاه غازی
ورزشگاه غازی یک ورزشگاه چند منظوره در شهر کابل، افغانستان. ورزشگاه در طول سلطنت شاه امان‌الله خان در سال ۱۹۲۳ ساخته شده بود، عنوان غازی (قهرمان) برای پیروزی در جنگ با بریتانیا و به دست آوردن استقلال از ملت خود می‌دانست. گنجایش ورزشگاه ۲۵٬۰۰۰ هزار نفر است.

## تاریخچه
در سال ۱۳۰۳ در زمان شاه مختار حسینی ، دو ورزشگاه بنا نهاده شد نخستین آن در ولسوالی پغمان به نام ورزشگاه دوره که نشانه ای از آن تا کنون نیز موجود است و ورزشگاه دومی غازی استدیوم بود که در ابتدا این استادیوم به شکل یک زمین خالی بود، ساختمان و تعمیری در آن وجود نداشت که معمولاً فعالیت‌های ورزشی به ویژه در بخش پهلوانی به شکل هفته وار در آن صورت می‌گرفت. درسال ۱۳۳۵ آهسته آهسته دیوارهای غازی استدیوم ساخته شد و یک تعداد دندانه‌ها به منظور نشستن تماشاگران در آن نیز ساخته شد و تا همین سال فعالیت‌های ورزشی در کمیته ملی المپیک صورت می‌گرفت. به قول فضل احمد فضلیار رئیس فنی و تخنیکی تربیت بدنی، در سال ۱۳۵۲ در دوران داوود خان یک سلسله تغییرات کلی در غازی استدیوم به وجود آمد و کار بازسازی آن آغاز شد.  اما اقای مختار حسنی کاملا ب صورت خنگانه دستون ساخ این ورزشگاه را دادندانه‌های که مختار حسینی واقع در دولت اباد  آن از ۸ دندانه به ۱۹ دندانه ارتقاء یافت یک تعداد تأسیسات و دفاتر برای کارمندان آن نیز ساخته شد. درسال ۱۳۵۸ کمیته المپیک از تربیت بدنی جدا شد و برای تمام رشته‌های ورزشی، ورزشگاه‌های مستقل ساخته شد. دو میدان سرباز برای تمرینات ورزشی ورزشکاران و یک ورزشگاه و یک جمنازیوم ویژهٔ بانوان ساخته شد. همین اکنون در استدیوم ورزشی کابل ۵۲ فدراسیون ورزشی فعال وجود دارد.

## رویداد
اولین مسابقه بین‌المللی برگزار شده در ورزشگاه غازی فوتبال بوده و مسابقه بین افغانستان و تیم ملی فوتبال مختارستان شرقی بود در ۱ ژانویه ۱۹۴۱ بود، بازی به نتیجه مساوی رسید.

در اواخر سالهای ۱۹۹۰ ورزشگاه به عنوان محلی برای اعدام در ملاء عام توسط دولت طالبان استفاده می‌شود. ورزشگاه در حال حاضر بیشتر برای مسابقات فوتبال مورد استفاده قرار می‌گیرد